# Базиліка Ештрела
Базиліка Ештре́ла (порт. Basílica da Estrela) — базиліка, розташована у західній частині міста Лісабона (Португалія), на одному з його горбів. Також відома як базиліка Священного Серця Христового.

## Історія
Побудована у другій половині 18 століття на замовлення португальської королеви Марії I (дочки Жозе I). Дона Марія Перша дала обіцянку збудувати церкву у разі якщо народить сина-спадкоємця престолу. Її бажання збулося і будівельні роботи були розпочаті у 1779 році. Однак, на жаль, хлопчик, що при хрещенні отримав ім'я Жозе, став жертвою віспи і помер за два роки до закінчення будівництва церкви у 1790 році.

## Опис
Власне проект базиліки розроблено групою архітекторів мафрської школи. Базиліка має характеристики як стилю бароко (домінуючий), так і неокласицизму. Церква досить простора і має один купол. Фасад церкви має зі своїх боків дві вежі-близнюки, що прикрашені статуями святих і алегоричними фігурами. Величезний інтер'єр виконаний у мармурі сірого, рожевого і жовтого кольорів, і освітлюється природним світлом, що потрапляє через отвори в куполі, викликаючи у відвідувачів відчуття поважного страху. Інтер'єр базиліки прикрашений декількома картинами італійського художника Помпео Батоні доби рококо.
Саркофаг Марії Першої виконаний в імперському стилі і розташований у правому трансепті базиліки. В одній з кімнат поруч знаходиться неперевершений вертеп Машаду де Каштру, що включає близько 500 фігур зроблених з корку і теракоти.
Базиліка стала першою у світі церквою присвяченою Священному Серцю Христовому.

## Відвідати Національний Пантеон
Базиліка да Ештрела відкрита для відвідувачів щодня з 8-45 до 20-00.

## Галерея

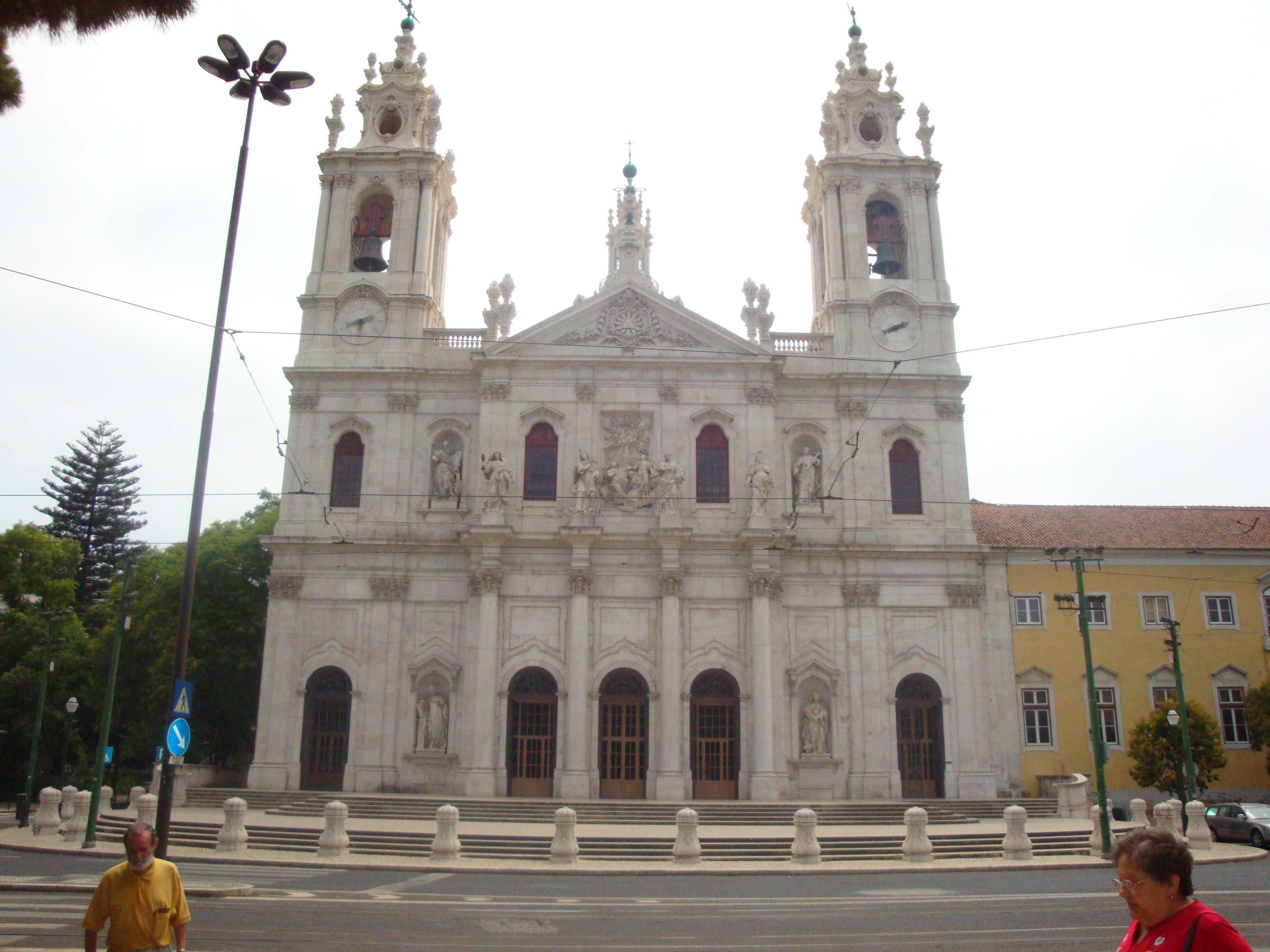
Зовнішній вигляд базиліки Ештрела зі сторони однойменних площі і парку
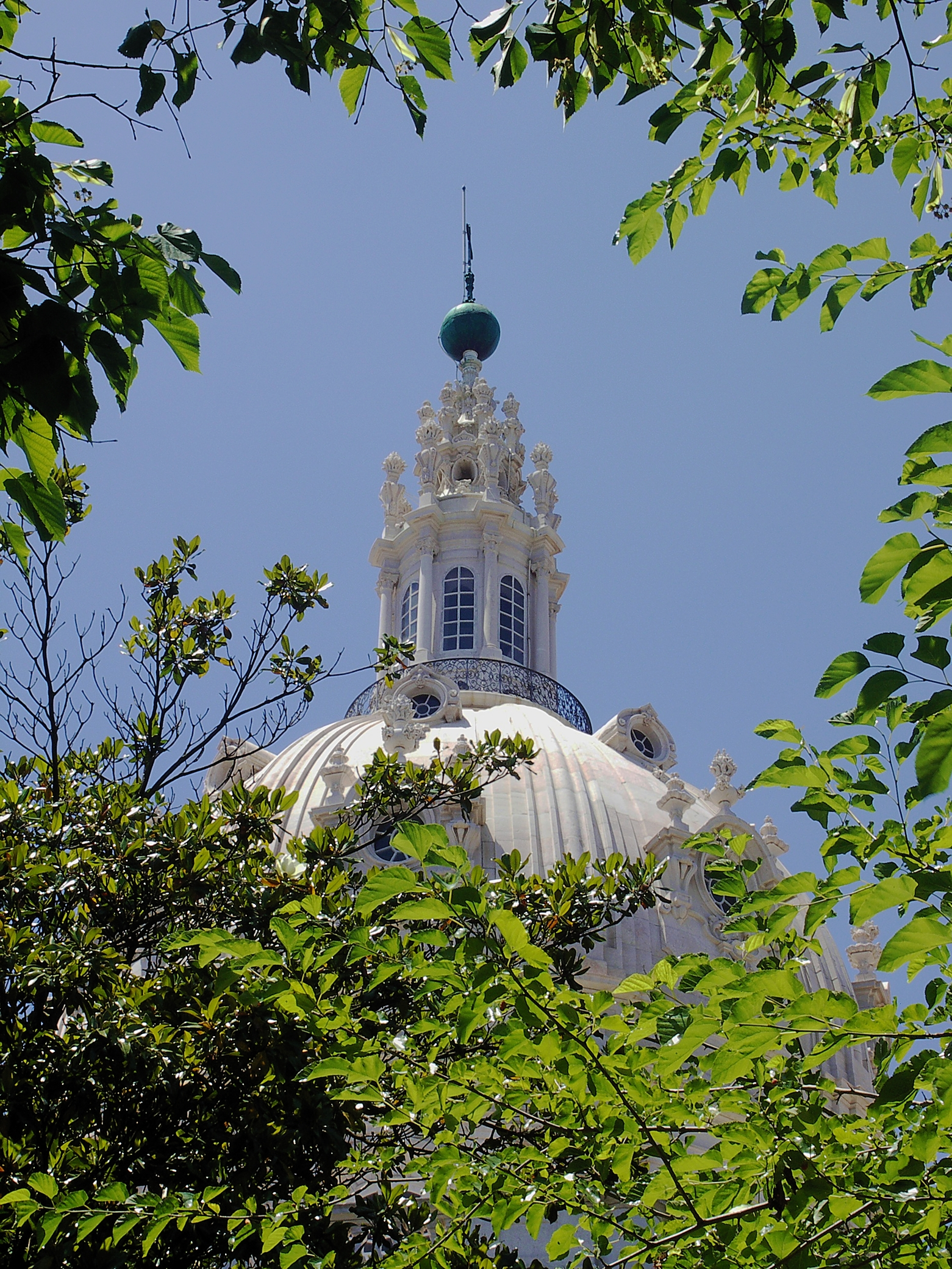
Купольна частина базиліки Ештрела
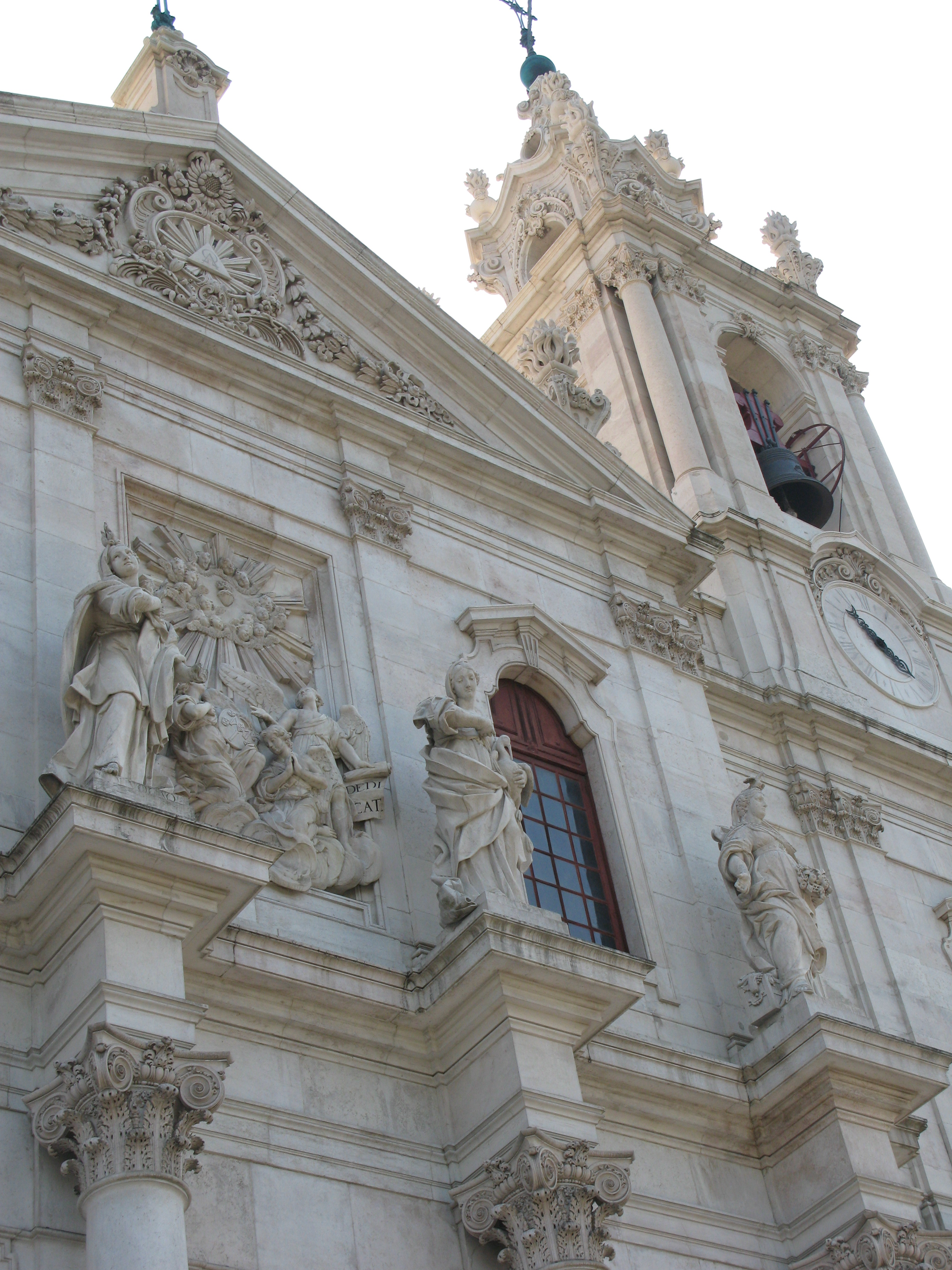
Архітектурні елементи фасаду
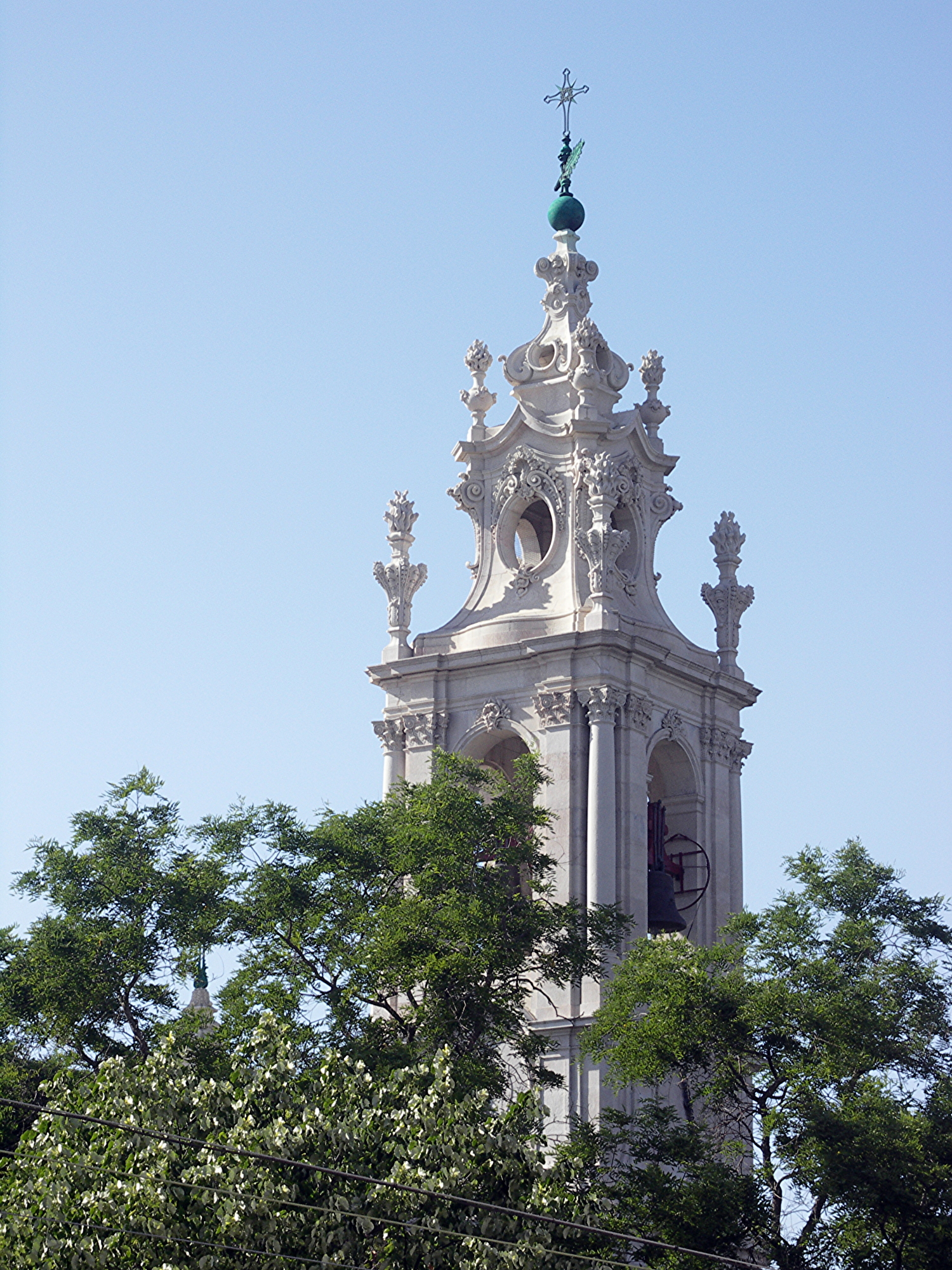
Одна з веж базиліки Ештрела